# Volcans de Cabrioler
Els Volcans de Cabrioler és un antic volcà situat entre els municipis de Santa Pau i Olot, a la comarca catalana de la Garrotxa.